# 大之伸くま
大之伸 くま（だいのしん くま、1978年10月22日 - ）は、日本の元プロボクサー。元日本フェザー級チャンピオン。本名久間 大之伸。兵庫県尼崎市生まれの福岡県宗像郡福間町（現福津市）育ち。福岡県立水産高等学校卒。福岡ボクシングジム（旧福間スポーツ）所属。
プロデビューから26連勝の当時日本記録を達成した。

## 来歴
父親の影響で中学校1年よりアマチュアボクシングを始め、高校全九州フェザー級チャンピオンなどアマ戦績7勝(4KORSC)3敗を残す。
1997年3月20日、宗像ユリックスで迎えたプロデビュー戦を4回TKO勝ちを収めた。
1998年12月19日、後楽園ホールで西軍代表として全日本フェザー級新人王決定戦に出場し、東日本新人王永田書林を6R判定で下し、新人王となった。
2002年12月15日、21戦21勝9KOで日本フェザー級王者洲鎌栄一に大阪府立体育会館で挑戦し、9回KO勝ちを収め王座を獲得した。
2003年3月23日、雄二・ゴメスと対戦し、1回KOを収め初防衛に成功。
2003年8月3日、藤原直人と対戦し、10回3-0判定勝ちを収め2度目の防衛に成功した。
2003年12月14日、宗像ユリックスで阿部元一と対戦し、10回判定勝ちを収め3度目の防衛に成功したが、判定が疑問視され、阿部の所属するヨネクラジムからビデオ判定や審判員の処分などを行うための、第三者を交えた査問委員会の設置要求などを含む抗議文を受けたJBCは、次戦に決定していた榎洋之との対戦より先に再戦を命令。再戦の勝者は榎と試合をすること、およびフルマークで大之伸を支持した福本元秋副審の審判ライセンスを無期限の停止を決定した。判定内容によって審判ライセンスが停止された日本初のケースとなる。その後福本は審判に復帰している。
2004年4月4日、阿部との指名試合を宗像ユリックスで行い、10回2-1の判定勝ちを収め4度目の防衛に成功した。
2004年9月4日、後楽園ホールにて無敗の榎洋之と対戦し、9回TKO負けを喫し5度目の防衛に失敗、連勝記録が途絶えると同時に王座から陥落した。負けたら引退と決めていたが、8か月後に復帰する。
2005年5月29日、後楽園ホールにて日本スーパーフェザー級王者本望信人と対戦し、本望の瞼からの出血による5回負傷判定負けを喫し2階級制覇に失敗した。
2007年1月6日、日本スーパーフェザー級王者小堀佑介と対戦し、打撃戦を展開するも小堀のカウンターでダメージを蓄積、3回にダウンを喫したところでセコンドからタオルが投げ込まれ3回TKO負けを喫しまたしても2階級制覇に失敗し引退を表明した。
2007年9月23日、宗像ユリックスで引退式を行なった。

## 獲得タイトル
- 第50代日本フェザー級王座（防衛4）